# Dryopteris pacifica
Dryopteris pacifica är en träjonväxtart som först beskrevs av Takenoshin Nakai, och fick sitt nu gällande namn av Tag. Dryopteris pacifica ingår i släktet Dryopteris och familjen Dryopteridaceae. Inga underarter finns listade.